# Jean-François de La Harpe

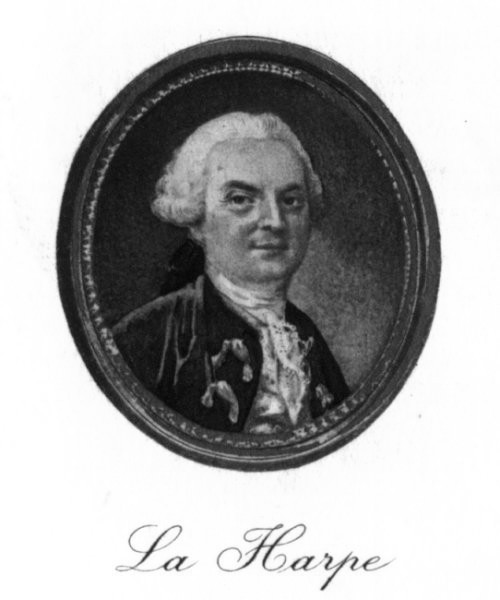
Jean-François de La Harpe

Jean-François de La Harpe (Parijs, 20 november 1739 - Parijs, 11 februari 1803), was een Frans schrijver van toneelstukken, poëzie, politieke voordrachten en literatuurrecensies.
Hij stamde uit een verarmde adellijke familie uit Vaud, Zwitserland, en zijn vader ondertekende met zijn achternaam als Delharpe. Jean-François bleef achter als weeskind op een leeftijd van negen. Hij werd zes maanden opgenomen door de Sœurs de la Charité (Zusters van Liefde) en kreeg opleiding via een studiebeurs van de College d'Harcourt. Op zijn negentiende werd hij enkele maanden gevangengezet vanwege een satire die hij had geschreven tegen de protectoren van het college. La Harpe heeft zijn schuld hierin altijd ontkend.

## Loopbaan
La Harpe schreef in het begin meerdere heroïsche boeken, maar werd pas bij een breder publiek bekend na het schrijven van de tragedie Le Comte de Warwick in 1763. Hoewel al zijn overige tragedies allemaal flopten, groeide zijn roem, in het bijzonder vanwege zijn elegante en fijnzinnige werken die hij Éloges noemde en gingen over mensen als Hendrik IV, Fénelon, Racine en anderen. De Académie française bekroonde in totaal acht van deze Éloges met de eerste prijs.
Zijn beroemdste werk Lycée ou Cours de litérature (Parijs 1799-1805), een verzameling van zijn voordrachten, geldt als een getrouw beeld van zijn voorkeuren en zwaktes. Het is aan de ene kant een glanzende welsprekendheid met duidelijke en beeldende opmerkingen. Daarnaast legt het ook zijn te kort komende kennis en een zekere oppervlakkigheid bloot waarbij hij partijdig was in zijn oordeel. Hij blijkt daarbij vooral op de hoogte van de 17e eeuw, waarvan zijn beste delen gaan over Racine en het tijdperk van Lodewijk XIV.
Het hoogtepunt van zijn roem bereikte hij als professor in de literatuur aan het nieuw gevormde Lycée (1786-98). Hij hield hier voorlezingen voor een groot en vooraanstaand publiek, waarbij zijn voordrachten in de smaak vielen en werden beoordeeld als fijnzinnig en volmaakt.

## Reputatie
Hij werd echter ook gezien als mateloos ijdel en arrogant; het aantal vijanden en de heftigheid van de aanvallen namen op een gegeven moment zodanig toe, dat zijn opname in de Académie française op 20 juni 1776 meer een nederlaag te noemen was, vanwege een aantal zeer giftige epigrammen die van mond tot mond over hem rondgingen.
Zijn enthousiasme voor de Franse Revolutie veranderde in het tegendeel toen hij vijf maanden in de gevangenis werd geworpen. Terwijl hij ervoor in het Lycée had rondgelopen met de revolutionaire jakobijnenmuts, verklaarde hij zich erna als een verbitterde vijand van de revolutionaire en filosofische ideeën en toonde zich in zijn toespraken en werken als een actief aanhanger van religie en monarchie.

## Werk
La Harpe schreef op verschillende terreinen, van drama, proza, compilaties (Histoire générale des voyages in 32 delen) maar is vooral bekend geworden als pedagoog en literatuurcriticus.

### Drama
- Le Comte de Warwick (1763). Vertaald als: De Graaf van Warwik; treurspel.  Gedrukt voor het tooneel van mrs. Corver en Bouhon, 1765
- Timoléon (1764)
- Pharamond (1765)
- Mélanie, ou les Vœux forcés (1770). Vertaald als: Melanie, of De rampzalige kloosterdwang. Treurspel. Te Leyde, gedrukt voor het Kunstgenootschap, 1770
- Olinde et Sophronie (1774)
- Menzicoff, ou les Exilés (1775)
- Les Barmécides (1778)
- Les Muses rivales, ou l’Apothéose de Voltaire (1779)
- Jeanne de Naples (1781). Vertaald als: Johanna, koninginne van Napels, treurspel. Amsterdam. J.C. van Kesteren, 1818
- Molière à la nouvelle salle, ou les Audiences de Thalie (1782)
- Philoctète (1783)
- Coriolan (1784)
- Virginie (1786)
- Servilia aan Brutus, na de dood van Cezar. 1799

### Kritieken
- Commentaire sur Racine (1795-1796, gepubliceerd in 1807)
- De la Guerre déclarée par nos nouveaux tyrans à la raison, à la morale, aux lettres et aux arts (1796)
- Réfutation du livre de l’Esprit (d’Helvétius) (1797)
- Du Fanatisme dans la langue révolutionnaire, ou de la Persécution suscitée par les barbares du 18ième siècle contre la religion chrétienne et ses ministres (1797)
- Lycée, ou, Cours de littérature ancienne et moderne. Tome premier; Tome second; Tome troisième; Tome quatrième; Tome cinquieme; Tome sixieme; Tome septième; Tome neuvième;  Tome dixième; Tome onzieme; `Tome douzième; Tome treizième; Tome quatorzième; Tome quinzième; Tome seizième, 18 delen (1798-1804)

### Overig
- L’Alétophile ou l’ami de la Vérité (1758)
- Héroïdes nouvelles, précédées d’un essai sur l’héroïde en général (1759)
- Le Philosophe des Alpes. Ode qui a concouru pour le Prix de l'Académie Françoise en 1762 (1762)
- La Délivrance de Salerne et la fondation du royaume des Deux-Siciles (1765)
- Mélanges littéraires ou épîtres et pièces philosophiques (1765)
- Le Poëte (épître, prix de l’Académie française en 1766)
- Éloge de Charles V (prix de l’Académie française en 1767)
- Des Malheurs de la guerre et des avantages de la paix (1767)
- Eloge de Henri IV, Roi de France (1769)
- Éloge de François de Salignac de La Motte-Fénelon, archevèque-duc de Cambray, précepteur des enfans de France (1771)
- Éloge de Racine (1772)
- La navigation (1773)
- Éloge de La Fontaine (1774)
- Eloge de Nicolas de Catinat, Maréchal de France (1775)
- Conseils à un jeune poète (1775)
- Éloge de Voltaire (1780)
- Tangu et Filine, poème érotique (1780)
- Abrégé de l’histoire générale des voyages, 32 delen (1780) (zie: https://archive.org/search?query=%27%27Abr%C3%A9g%C3%A9+de+l%E2%80%99histoire+g%C3%A9n%C3%A9rale+des+voyages)
- Réponse d’un solitaire de La Trappe à la lettre de l’abbé de Rancé (1780)
- Le Salut public, ou la Vérité dite à la Convention (1794)
- Acte de garantie pour la liberté individuelle, la sûreté du domicile, et la liberté de la presse (1794)
- Oui ou Non (1795)
- La liberté de la Presse, défendue par La Harpe, contre Chénier (1795)
- De l'Etat des Lettres en Europe, depuis la fin du siècle qui a suivi celui d'Auguste, jusqu'au règne de Louis XIV (1797)
- Le Pseautier en français, traduction nouvelle, avec des notes... précédée d’un discours sur l’esprit des Livres saints et le style des prophètes (1797)
- Correspondance littéraire adressée a son altesse impériale mgr. le grand-duc, aujoud'hui empereur de Russie, et a m. le comte André Schowalow, chambellan de l'impératrice Catherine II. Tome premier; Tome second; Tome troisième; Tome quatrième, (1801-1807)
- Le Camaldule (1802)
- Le Triomphe de la religion, ou le Roi martyr (1814)
- Commentaire sur le théâtre de Voltaire (1814)
- Prédiction de Cazotte, faite en 1788 (1817)

- Bibsys: 2001151
- Biblioteca Nacional de España: XX1309779
- Bibliothèque nationale de France: cb119102865 (data)
- Catàleg d'autoritats de noms i títols de Catalunya: 981058520210906706
- CiNii: DA04178820
- Gemeinsame Normdatei: 11856871X
- International Standard Name Identifier: 0000 0001 2275 5357
- KulturNav: faae622a-56cf-445a-8292-1e5990ba6117
- Library of Congress Control Number: n50043403
- Nationale Bibliotheek van Letland: 000247303
- MusicBrainz: 2b784668-fea8-40ad-9525-19347ebb4f96
- Nationale Bibliotheek van Tsjechië: jn19990004797
- Nationale bibliotheek van Australië: 35787238
- Nationale Bibliotheek van Israël: 987007274857205171
- Nationale en Universitaire bibliotheek Zagreb: 000139651
- Nederlandse Thesaurus van Auteursnamen: 069453918
- Réseau des bibliothèques de Suisse occidentale: 02-A003485779
- Istituto Centrale per il Catalogo Unico: LO1V087969
- LIBRIS: 69475
- SNAC: w6mp55wx
- Système universitaire de documentation: 026956314
- Trove: 1087778
- Virtual International Authority File: 13119